# Козлітін Володимир Дмитрович
Володимир Дмитрович Козлітін (нар. 20 квітня 1951, Кізляр Грозненська обл.) — український історик, педагог. Доктор історичних наук (1998), професор (2004).

## Біографія
Навчався у 1969—1971 роках на історичному факультеті Томського університету. У 1973 році закінчив історичний факультет Харківського державного університету. Педагогічну діяльність розпочав на посаді вчителя історії  Краснооскільської середньої школи Ізюмского району Харківської області, працював заступником директора з навчальної роботи Охочівської СШ Курської області (1975—1976), директором Знаменської СШ Курської області (1976—1979), та директором Кіровської СШ Харківської області у 1979—1980 роках.
Від 1980 (з перервою) — викладач історії СРСР на підготовчому факультеті Харківського державного педагогічного інституту. Упродовж 1982—1986 років — аспірант кафедри нової та новітньої історії Харківського державного університету. У 1986 році в  Ужгородському університеті захистив кандидатську дисертацію «Югославско-советские культурные связи. 1917—1941 гг.».  (наук. керівник — професор Г. М. Попов).
З 1986 р. по 1992 p. — викладач кафедри нової та новітньої історії Харківського державного університету. Читав загальні курси «Нова та новітня історія країн Азії та Африки», «Історія країн Європи та Америки в 1918—1945 рр.». Водночас викладав курс новітньої історії країн Європи та Америки, а також курс історії художньої самодіяльності в Харківському державному інституті культури. У 1993—1994 роках обіймав посаду викладача кафедри всесвітньої історії Харківського державного педагогічного університету.
Протягом 1994—1997 років навчався в докторантурі за спеціальністю «всесвітня історія». 1997 року захистив докторську  дисертацію «Російська та українська еміграція в Югославії (1919—1945 рр.)» в Інституті української археографії та  джерелознавства ім. М. Грушевського НАН України. У березні 1998 року отримав вчений ступінь доктора історичних наук зі спеціальності «всесвітня історія».
Упродовж 1997—2011 років обіймав посаду професора кафедри історичних дисциплін Харківського національного педагогічного університету ім. Г. С. Сковороди. У 2004 році отримав вчене звання професора. Від 2007 року до 2010 — завідувач кафедри всесвітньої історії. З вересня 2010 р. до квітня 2011 рр. — професор кафедри історії ХНПУ.

## Основні праці
- Козлітін В. Д. Українські громадські організації в Югославії (20—30-ті роки XX ст.) // Українська діаспора. 1996. № 9. С. 52—69.

- Історія західних та південних слов'ян XX століття: навч. посіб. / Є. П. Пугач, В. Д. Козлітін. Р. М. Постоловський та ін. Xарків: Око, 1998. 462 с.
- Козлітін В. Д. Друга світова війна. 1939—1945 : навч. посіб. Харків: Каравела-Ра, 2001. 335 с.
- Історіч сучасного світу: курс лекцій / В. Д. Козлітін, А. В. Губа, Л. М. Пліско [та ін.] ; за ред. Л. М. Плиска. Харків: Майдан, 2008. 992 с.
- Козлітін В. Д. Республіка Польща в 1989—2022 рр. / В. Д. Козлітін. Київ: Тропеа, 2022. 326 с.